# AFI’s 100 Years…100 Movie Quotes
AFI’s 100 Years... 100 Movie Quotes – lista 100 najlepszych cytatów z amerykańskich filmów ogłoszona przez American Film Institute w czerwcu 2005 roku w programie nadawanym przez telewizję CBS. W roli prezentera wystąpił Pierce Brosnan.

## Lista
| Lp  | Cytat | Postać                                                                  | Aktor/Aktorka                   | Tytuł filmu                              | Scenariusz                                                                                            | Rok  |
| --- | --- | ----------------------------------------------------------------------- | ------------------------------- | ---------------------------------------- | --- | ---- |
| 1   | Szczerze mówiąc, moja droga, nic mnie to nie obchodzi. Frankly, my dear, I don’t give a damn. | Rhett Butler                                                            | Clark Gable                     | Przeminęło z wiatrem                     | Sidney Howard                                                                                         | 1939 |
| 2   | Zamierzam złożyć mu propozycję nie do odrzucenia. I’m going to make him an offer he can’t refuse. | don Vito Corleone                                                       | Marlon Brando                   | Ojciec chrzestny                         | Francis Ford Coppola, Mario Puzo                                                                      | 1972 |
| 3   | Nic nie rozumiesz! Mogłem mieć klasę. Mogłem być mistrzem. Mogłem być kimś więcej, niż jestem. You don’t understand! I coulda had class. I coulda been a contender. I could’ve been somebody, instead of a bum, which is what I am. | Terry Malloy                                                            | Marlon Brando                   | Na nabrzeżach                            | Budd Schulberg                                                                                        | 1954 |
| 4   | Toto, mam wrażenie, że nie jesteśmy już w Kansas. Toto, I’ve got a feeling we’re not in Kansas anymore. | Dorotka Gale                                                            | Judy Garland                    | Czarnoksiężnik z Oz                      | Noel Langley, Florence Ryerson, Edgar Allan Wool                                                      | 1939 |
| 5   | Uśmiecham się do ciebie, mała. Here’s looking at you, kid. | Rick Blaine                                                             | Humphrey Bogart                 | Casablanca                               | Julius J. Epstein, Philip G. Espstein, Howard Koch                                                    | 1942 |
| 6   | Śmiało, zrób mi frajdę. Go ahead, make my day. | Harry Callahan                                                          | Clint Eastwood                  | Nagłe zderzenie                          | Charles B. Pierce, Joseph Stinson                                                                     | 1983 |
| 7   | W porządku, panie DeMille, jestem gotowa na zbliżenie. All right, Mr. DeMille, I’m ready for my close-up. | Norma Desmond                                                           | Gloria Swanson                  | Bulwar Zachodzącego Słońca               | Billy Wilder, Charles Brackett, D.M. Marshman Jr.                                                     | 1950 |
| 8   | Niech Moc będzie z tobą. May the Force be with you. | Han Solo                                                                | Harrison Ford                   | Gwiezdne wojny: część IV – Nowa nadzieja | George Lucas                                                                                          | 1977 |
| 9   | Zapnijcie pasy. Zanosi się na ciężką noc. Fasten your seatbelts. It’s going to be a bumpy night. | Margo Channing                                                          | Bette Davis                     | Wszystko o Ewie                          | Joseph L. Mankiewicz                                                                                  | 1950 |
| 10  | Mówisz do mnie? You talkin’ to me? | Travis Bickle                                                           | Robert De Niro                  | Taksówkarz                               | Paul Schrader                                                                                         | 1976 |
| 11  | Oglądacie skutek braku porozumienia. What we’ve got here is (a) failure to communicate. | Kapitan                                                                 | Strother Martin                 | Nieugięty Luke                           | Donn Pearce, Frank Pierson                                                                            | 1967 |
| 12  | Uwielbiam zapach napalmu o poranku. I love the smell of napalm in the morning! | Bill Kilgore                                                            | Robert Duvall                   | Czas apokalipsy                          | Francis Ford Coppola, John Milius                                                                     | 1979 |
| 13  | Miłość znaczy, że nigdy nie musisz mówić „przepraszam”. Love means never having to say you’re sorry. | Jennifer Cavilleri Barrett                                              | Ali MacGraw                     | Love Story                               | Erich Segal                                                                                           | 1970 |
| 14  | Z tego są zrobione marzenia. The stuff that dreams are made of. | Sam Spade                                                               | Humphrey Bogart                 | Sokół maltański                          | John Huston                                                                                           | 1941 |
| 15  | E.T. dzwoni dom. E.T. phone home. | E.T.                                                                    | Pat Welsh (głos)                | E.T.                                     | Melissa Mathison                                                                                      | 1982 |
| 16  | Mówią do mnie „panie Tibbs”! They call me „Mister Tibbs”! | Virgil Tibbs                                                            | Sidney Poitier                  | W upalną noc                             | Stirling Silliphant                                                                                   | 1967 |
| 17  | Różyczka. Rosebud. | Charles Foster Kane                                                     | Orson Welles                    | Obywatel Kane                            | Herman J. Mankiewicz, Orson Welles                                                                    | 1941 |
| 18  | Udało się mamo! Jestem na szczycie! Made it, Ma! Top of the world! | Arthur „Cody” Jarrett                                                   | James Cagney                    | Biały żar                                | Ivan Goff, Ben Roberts                                                                                | 1949 |
| 19  | Jestem wściekły jak diabli i nie wytrzymam tego dłużej! I’m as mad as hell, and I’m not going to take this anymore! | Howard Beale                                                            | Peter Finch                     | Sieć                                     | Paddy Chayefsky                                                                                       | 1976 |
| 20  | Louis, tak sobie myślę, że to początek pięknej przyjaźni. Louis, I think this is the beginning of a beautiful friendship. | Rick Blaine                                                             | Humphrey Bogart                 | Casablanca                               | Julius J. Epstein, Philip G. Espstein, Howard Koch                                                    | 1942 |
| 21  | Robiący spis ludności raz chciał mnie przepytać. Zjadłem jego wątrobę z fasolką i wybornym chianti. A census taker once tried to test me. I ate his liver with some fava beans and a nice Chianti. | Hannibal Lecter                                                         | Anthony Hopkins                 | Milczenie owiec                          | Ted Tally na podstawie książki Thomasa Harrisa                                                        | 1991 |
| 22  | Bond. James Bond. Bond. James Bond. | James Bond                                                              | Sean Connery                    | Doktor No                                | Richard Maibaum, Johanna Harwood, Berkely Mather                                                      | 1962 |
| 23  | Wszędzie dobrze ale w domu najlepiej. There’s no place like home. | Dorotka Gale                                                            | Judy Garland                    | Czarnoksiężnik z Oz (film)               | Noel Langley, Florence Ryerson, Edgar Allan Wool                                                      | 1939 |
| 24  | Jestem wielka. To filmy zrobiły się małe. I am big! It’s the pictures that got small. | Norma Desmond                                                           | Gloria Swanson                  | Bulwar Zachodzącego Słońca               | Billy Wilder, Charles Brackett, D.M. Marshman Jr.                                                     | 1950 |
| 25  | Pokaż mi szmal! Show me the money! | Rod Tidwell                                                             | Cuba Gooding Jr.                | Jerry Maguire                            | Cameron Crowe                                                                                         | 1996 |
| 26  | Może wpadniesz kiedyś zobaczyć się ze mną? Why don’t you come up sometime and see me? | Lady Lou                                                                | Mae West                        | Lady Lou                                 | Mae West, John Bright, Harvey F. Thew                                                                 | 1933 |
| 27  | Ja tu przechodzę! I’m walking here! I’m walking here! | „Ratso” Rizzo                                                           | Dustin Hoffman                  | Nocny kowboj                             | Waldo Salt                                                                                            | 1969 |
| 28  | Zagraj to, Sam. Zagraj: Jak mija czas. Play it, Sam. Play 'As Time Goes By'. | Ilsa Lund                                                               | Ingrid Bergman                  | Casablanca                               | Julius J. Epstein, Philip G. Espstein, Howard Koch                                                    | 1942 |
| 29  | Nie zniósłbyś prawdy! You can’t handle the truth! | pułkownik Nathan Jessup                                                 | Jack Nicholson                  | Ludzie honoru                            | Aaron Sorkin                                                                                          | 1992 |
| 30  | Chcę zostać sama. I want to be alone. | gruzińska primabalerina                                                 | Greta Garbo                     | Ludzie w hotelu                          | Béla Balázs                                                                                           | 1932 |
| 31  | Bo przecież jutro też jest dzień. After all, tomorrow is another day! | Scarlett O’Hara                                                         | Vivien Leigh                    | Przeminęło z wiatrem                     | Sidney Howard                                                                                         | 1939 |
| 32  | Aresztować podejrzanych, tych co zwykle. Round up the usual suspects. | Kapitan Louis Renault                                                   | Claude Rains                    | Casablanca                               | Julius J. Epstein, Philip G. Espstein, Howard Koch                                                    | 1942 |
| 33  | Dla mnie to samo, co ona miała. I’ll have what she’s having. | Klientka                                                                | Estelle Reiner                  | Kiedy Harry poznał Sally                 | Nora Ephron                                                                                           | 1989 |
| 34  | Umiesz gwizdać, prawda? Zewrzyj wargi i dmuchnij. You know how to whistle, don’t you, Steve? You just put your lips together and blow. | Marie „Slim” Browning                                                   | Lauren Bacall                   | Mieć i nie mieć                          | Jules Furthman, William Faulkner                                                                      | 1944 |
| 35  | Będzie potrzebna większa łódź. You’re gonna need a bigger boat. | Martin Brody                                                            | Roy Scheider                    | Szczęki                                  | Peter Benchley, Carl Gottlieb na podstawie powieści Petera Benchleya.                                 | 1975 |
| 36  | Odznaki? Nie nosimy odznak. Nie potrzebujemy ich. Nie muszę ci pokazywać żadnych odznak. Badges? We ain’t got no badges! We don’t need no badges! I don’t have to show you any stinking badges! | „Gold Hat”                                                              | Alfonso Bedoya                  | Skarb Sierra Madre                       | John Huston                                                                                           | 1948 |
| 37  | Wrócę tu. I’ll be back. | T-800                                                                   | Arnold Schwarzenegger           | Terminator                               | James Cameron, Gale Anne Hurd                                                                         | 1984 |
| 38  | Dziś uważam siebie za najszczęśliwego człowieka na ziemi. Today, I consider myself the luckiest man on the face of the earth. | Lou Gehrig                                                              | Gary Cooper                     | Duma Jankesów                            | Jo Swerling, Herman J. Mankiewicz                                                                     | 1942 |
| 39  | Jeśli zbudujesz, on przyjdzie. If you build it, he will come. | Shoeless Joe Jackson                                                    | Ray Liotta (głos)               | Pole marzeń                              | Phil Alden Robinson                                                                                   | 1989 |
| 40  | Moja mama zawsze mówiła: „Życie jest jak pudełko czekoladek. Nigdy nie wiesz, co ci się trafi.” Mama always said life was like a box of chocolates. You never know what you’re gonna get. | Forrest Gump                                                            | Tom Hanks                       | Forrest Gump                             | Eric Roth                                                                                             | 1994 |
| 41  | Rabujemy banki. We rob banks. | Clyde Barrow                                                            | Warren Beatty                   | Bonnie i Clyde                           | David Newman, Robert Benton                                                                           | 1967 |
| 42  | Plastiki. Plastics. | Pan Maguire                                                             | Walter Brooke                   | Absolwent                                | Buck Henry, Calder Willingham                                                                         | 1967 |
| 43  | Zawsze będziemy mieć Paryż. We’ll always have Paris. | Rick Blaine                                                             | Humphrey Bogart                 | Casablanca                               | Julius J. Epstein, Philip G. Espstein, Howard Koch                                                    | 1942 |
| 44  | Widzę martwych ludzi. I see dead people. | Cole Sear                                                               | Haley Joel Osment               | Szósty zmysł                             | M. Night Shyamalan                                                                                    | 1999 |
| 45  | Stella! Stella! Hey, Stella! | Stanley Kowalski                                                        | Marlon Brando                   | Tramwaj zwany pożądaniem                 | Oscar Saul, Tennessee Williams                                                                        | 1951 |
| 46  | Jerry, nie prośmy o księżyc. Mamy gwiazdy. Oh, Jerry, don’t let’s ask for the moon. We have the stars. | Charlotte Vale                                                          | Bette Davis                     | Trzy kamelie                             | Casey Robinson                                                                                        | 1942 |
| 47  | Shane! Shane! Wracaj! Shane. Shane. Come back! | Joey Starrett                                                           | Brandon De Wilde                | Jeździec znikąd                          | A.B. Guthrie Jr., Jack Sher                                                                           | 1953 |
| 48  | Cóż, nikt nie jest doskonały. Well, nobody’s perfect. | Osgood Fielding III                                                     | Joe E. Brown                    | Pół żartem, pół serio                    | Billy Wilder                                                                                          | 1959 |
| 49  | To żyje! To żyje! It’s alive! It’s alive! | Henry Frankenstein                                                      | Colin Clive                     | Frankenstein                             | Garrett Fort, Robert Florley                                                                          | 1931 |
| 50  | Houston, mamy problem. Houston, we have a problem. | Jim Lovell                                                              | Tom Hanks                       | Apollo 13                                | William Broyles Jr., Al Reinert                                                                       | 1995 |
| 51  | Zadaj sobie pytanie: „Mam farta?” Więc jak, śmieciu? You’ve got to ask yourself one question: 'Do I feel lucky?' Well, do ya, punk? | Harry Callahan                                                          | Clint Eastwood                  | Brudny Harry                             | Harry Julian Fink, Rita M. Fink, Dean Riesner                                                         | 1971 |
| 52  | Wystarczyło mi twoje „cześć”. You had me at 'hello' | Dorothy Boyd                                                            | Renée Zellweger                 | Jerry Maguire                            | Cameron Crowe                                                                                         | 1996 |
| 53  | Jednego ranka zastrzeliłem słonia w mojej piżamie. Jak się tam znalazł, nie wiem. One morning I shot an elephant in my pajamas. How he got in my pajamas, I don’t know. | kapitan Geoffrey T. Spaulding                                           | Groucho Marx                    | Sucharki w kształcie zwierząt            | George S. Kaufman, Morrie Ryskind                                                                     | 1930 |
| 54  | W baseballu się nie płacze. There’s no crying in baseball! | Jimmy Dugan                                                             | Tom Hanks                       | Ich własna liga                          | Lowell Ganz, Babaloo Mandel                                                                           | 1992 |
| 55  | La-di-da. La-di-da. La-dee-da, la-dee-da. | Annie Hall                                                              | Diane Keaton                    | Annie Hall                               | Woody Allen, Marshall Brickman                                                                        | 1977 |
| 56  | Najlepszym przyjacielem chłopca jest jego matka. A boy’s best friend is his mother. | Norman Bates                                                            | Anthony Perkins                 | Psychoza                                 | Joseph Stefano                                                                                        | 1960 |
| 57  | Chciwość – z braku lepszego określenia – jest dobra. Greed, for lack of a better word, is good. | Gordon Gekko                                                            | Michael Douglas                 | Wall Street                              | Stanley Weiser, Oliver Stone                                                                          | 1987 |
| 58  | Trzymaj swoich przyjaciół blisko, ale jeszcze bliżej swoich wrogów. Keep your friends close, but your enemies closer. | Michael Corleone                                                        | Al Pacino                       | Ojciec chrzestny II                      | Francis Ford Coppola, Mario Puzo                                                                      | 1974 |
| 59  | Bóg mi świadkiem, że nigdy więcej głodna nie będę. As God is my witness, I’ll never be hungry again. | Scarlett O’Hara                                                         | Vivien Leigh                    | Przeminęło z wiatrem                     | Sidney Howard                                                                                         | 1939 |
| 60  | Cóż, oto kolejny, niezły bajzel, w który mnie wpakowałeś. Well, here’s another nice mess you’ve gotten me into! | Oliver                                                                  | Oliver Hardy                    | Synowie pustyni                          | William A. Seiter, Glenn Tryon, Eddie Welch, Jack Barty                                               | 1933 |
| 61  | Przywitaj się z moim małym przyjacielem! Say 'hello' to my little friend! | Tony Montana                                                            | Al Pacino                       | Człowiek z blizną                        | Oliver Stone                                                                                          | 1983 |
| 62  | Co za nora. What a dump. | Rosa Moline                                                             | Bette Davis                     | Za lasem                                 | Lenore J. Coffee                                                                                      | 1949 |
| 63  | Pani Robinson, próbuje mnie pani uwieść. Prawda? Mrs. Robinson, you’re trying to seduce me… Aren’t you? | Benjamin Braddock                                                       | Dustin Hoffman                  | Absolwent                                | Buck Henry, Calder Willingham                                                                         | 1967 |
| 64  | Panowie, nie bijcie się tutaj! To Pokój Wojenny! Gentlemen, you can’t fight in here! This is the War Room! | prezydent Merkin Muffley                                                | Peter Sellers                   | Dr Strangelove                           | Stanley Kubrick, Terry Southern, Peter George                                                         | 1964 |
| 65  | Elementarne, mój drogi Watsonie. Elementary, my dear Watson. | Sherlock Holmes                                                         | Basil Rathbone                  | The Adventures of Sherlock Holmes        | Edwin Blum, William A. Drake                                                                          | 1939 |
| 66  | Zabieraj swe śmierdzące pazury ze mnie, ty cholerna, brudna małpo! Get your stinking paws off me, you damned dirty ape! | George Taylor                                                           | Charlton Heston                 | Planeta Małp                             | Rod Serling, Michael Wilson na podstawie powieści Pierre’a Boulle’a.                                  | 1968 |
| 67  | Z wszystkich barów we wszystkich miastach na całym świecie ona musiała wejść do mojego. Of all the gin joints in all the towns in all the world, she walks into mine. | Rick Blaine                                                             | Humphrey Bogart                 | Casablanca                               | Julius J. Epstein, Philip G. Espstein, Howard Koch                                                    | 1942 |
| 68  | Oto Johnny! Here’s Johnny! | Jack Torrance                                                           | Jack Nicholson                  | Lśnienie                                 | Diane Johnson, Stanley Kubrick                                                                        | 1980 |
| 69  | Są tutaj. They’re here! | Carol Anne Freeling                                                     | Heather O’Rourke                | Duch                                     | Michael Grais, Mark Victor, Steven Spielberg                                                          | 1982 |
| 70  | Czy są bezpieczne? Is it safe? | dr Christian Szell                                                      | Laurence Olivier                | Maratończyk                              | William Goldman, Robert Towne                                                                         | 1976 |
| 71  | Czekajcie, czekajcie chwilkę, jeszcze niczego nie słyszeliście… Wait a minute, wait a minute. You ain’t heard nothin’ yet! | Jakie Rabinowitz / Jack Robin                                           | Al Jolson                       | Śpiewak Jazzbandu                        | Jack Jarmuth                                                                                          | 1927 |
| 72  | Żadnych wieszaków drucianych, nigdy! No wire hangers, ever! | Joan Crawford                                                           | Faye Dunaway                    | Ukochana mamusia                         | Robert Getchell, Tracy Hotchner, Frank Perry, Frank Yablans                                           | 1981 |
| 73  | Matko miłosierdzia, czy to koniec Rico? Mother of mercy, is this the end of Rico? | Cesare Enrico „Rico” Bandello                                           | Edward G. Robinson              | Mały Cezar                               | Robert Lord                                                                                           | 1930 |
| 74  | Zapomnij o tym, Jake. To Chinatown. Forget it, Jake, it’s Chinatown. | Lawrence Walsh                                                          | Joe Mantell                     | Chinatown                                | Robert Towne                                                                                          | 1974 |
| 75  | Zawsze wierzyłam w dobroć nieznajomych. I have always depended on the kindness of strangers. | Blanche DuBois                                                          | Vivien Leigh                    | Tramwaj zwany pożądaniem                 | Oscar Saul, Tennessee Williams                                                                        | 1951 |
| 76  | Hasta la vista, mały. Hasta la vista, baby. | T-800                                                                   | Arnold Schwarzenegger           | Terminator 2: Dzień sądu                 | James Cameron, William Wisher Jr.                                                                     | 1991 |
| 77  | Zielona pożywka to ludzie! Soylent Green is people! | detektyw Robert Thorn                                                   | Charlton Heston                 | Zielona pożywka                          | Stanley R. Greenberg                                                                                  | 1973 |
| 78  | Otwórz właz, Hal. Open the pod bay doors, HAL. | David Bowman                                                            | Keir Dullea                     | 2001: Odyseja kosmiczna                  | Arthur C. Clarke, Stanley Kubrick                                                                     | 1968 |
| 79  | Kurczę, nie mówisz poważnie. Ależ tak. I nie nazywaj mnie kurczakiem. (gra słów: „Surely” – poważnie, „Shirley” – imię) Striker: Surely you can’t be serious!” Rumack: I am serious… and don’t call me „Shirley”. | Ted Striker oraz Dr Rumack                                              | Robert Hays oraz Leslie Nielsen | Czy leci z nami pilot?                   | Jim Abrahams, David Zucker, Jerry Zucker                                                              | 1980 |
| 80  | Adrian! Yo, Adrian! | Rocky Balboa                                                            | Sylvester Stallone              | Rocky                                    | Sylvester Stallone                                                                                    | 1976 |
| 81  | Cześć, piękna. Hello gorgeous. | Fanny Brice                                                             | Barbra Streisand                | Zabawna dziewczyna                       | Isobel Lennart                                                                                        | 1968 |
| 82  | Toga! Toga! Toga! Toga! | John „Bluto” Blutarsky                                                  | John Belushi                    | Menażeria                                | Chris Miller, Harold Ramis, Douglas Kenney                                                            | 1978 |
| 83  | Posłuchaj ich. Dzieci nocy. Cóż za piękna muzyka. Listen to them. Children of the night. What music they make. | Hrabia Dracula                                                          | Béla Lugosi                     | Dracula                                  | Garrett Fort                                                                                          | 1931 |
| 84  | O, nie. To nie samoloty. To Piękna zabiła Bestię. Oh, no, it wasn’t the airplanes. It was Beauty killed the Beast. | Carl Denham                                                             | Robert Armstrong                | King Kong                                | Merian C. Cooper, Edgar Wallace, James Ashmore Creelman, Ruth Rose                                    | 1933 |
| 85  | Mój skarb. My precious. | Gollum                                                                  | Andy Serkis                     | Władca Pierścieni: Dwie wieże            | Frances Walsh, Philippa Boyens, Peter Jackson, Stephen Sinclair na podstawie powieści J.R.R. Tolkiena | 2002 |
| 86  | Attica! Attica! Attica! Attica! | Sonny Wortzik                                                           | Al Pacino                       | Pieskie popołudnie                       | Frank Pierson                                                                                         | 1975 |
| 87  | Sawyer, wychodzisz jako dziecko, ale masz wrócić jako gwiazda! Sawyer, you’re going out a youngster, but you’ve got to come back a star! | Julian Marsh                                                            | Warner Baxter                   | Ulica szaleństw                          | Rian James, James Seymour, Whitney Bolton                                                             | 1933 |
| 88  | Posłuchaj mnie, panie. Jesteś moim rycerzem w lśniącej zbroi. Nie zapominaj o tym. Wejdziesz na tego konia, a ja będę zaraz za tobą, trzymając się mocno i dalej pognamy dalej, dalej! Listen to me, mister. You’re my knight in shining armor. Don’t you forget it. You’re going to get back on that horse, and I’m going to be right behind you, holding on tight, and away we’re gonna go, go, go! | Ethel Thayer                                                            | Katharine Hepburn               | Nad złotym stawem                        | Ernest Thompson                                                                                       | 1981 |
| 89  | Powiedz im, żeby poszli tam ze wszystkim co mają i wygrali tylko jedno dla Gippera. Tell ’em to go out there with all they got and win just one for the Gipper. | Knute Rockne                                                            | Pat O’Brien                     | Knute Rockne All American                | Robert Buckner                                                                                        | 1940 |
| 90  | Martini. Wstrząśnięte, nie zmieszane. A martini. Shaken, not stirred. | James Bond                                                              | Sean Connery                    | Goldfinger                               | Richard Maibaum, Paul Dehn na podstawie powieści Iana Fleminga.                                       | 1964 |
| 91  | Kto na pierwszej? Who’s on First? | Dexter                                                                  | Bud Abbott                      | Szulerzy na pokładzie                    | Edmund L. Hartmann, John Grant, Edmund Joseph, Hal Fimberg                                            | 1945 |
| 92  | Historia Kopciuszka. Przybysza znikąd. Teraz uderzenie na wagę tytułu mistrzowskiego. Jest w dołku! Cinderella story. Outta nowhere. A former greenskeeper, now, about to become the Masters champion. It looks like a mirac… It’s in the hole! It’s in the hole! It’s in the hole! | Carl Spackler                                                           | Bill Murray                     | Golfiarze                                | Brian Doyle-Murray, Harold Ramis, Douglas Kenney                                                      | 1980 |
| 93  | Życie to bankiet i większość biednych frajerów głoduje na śmierć. Life is a banquet, and most poor suckers are starving to death! | Mame Dennis                                                             | Rosalind Russell                | Ciotka Mame                              | Betty Comden, Adolph Green                                                                            | 1958 |
| 94  | Czuję potrzebę. Potrzebę szybkości. I feel the need… The need for speed! | porucznik Pete „Maverick” Mitchell oraz porucznik Nick „Goose” Bradshaw | Tom Cruise oraz Anthony Edwards | Top Gun                                  | Jack Epps Jr., Jim Cash                                                                               | 1986 |
| 95  | Carpe diem. Chwytajcie dzień, chłopcy. Uczyńcie wasze życie niezwykłym. Carpe diem. Seize the day, boys. Make your lives extraordinary. | John Keating                                                            | Robin Williams                  | Stowarzyszenie Umarłych Poetów           | Tom Schulman                                                                                          | 1989 |
| 96  | Otrząśnij się z tego. Snap out of it! | Loretta Castorini                                                       | Cher                            | Wpływ księżyca                           | John Patrick Shanley                                                                                  | 1987 |
| 97  | Moja mama ci dziękuje. Mój ojciec ci dziękuje. Moja siostra ci dziękuje. I ja ci dziękuje. My mother thanks you. My father thanks you. My sister thanks you. And I thank you. | George M. Cohan                                                         | James Cagney                    | Yankee Doodle Dandy                      | Robert Buckner, Edmund Joseph, Julius J. Epstein, Philip G. Epstein                                   | 1942 |
| 98  | Nikt nie upchnie Baby w kącie. Nobody puts 'Baby' in a corner. | Johnny Castle                                                           | Patrick Swayze                  | Dirty Dancing                            | Eleanor Bergstein                                                                                     | 1987 |
| 99  | Dopadnę cię, ślicznotko! Razem z twoim psem! I’ll get you, my pretty, and your little dog too! | Zła Czarownica z Zachodu                                                | Margaret Hamilton               | Czarnoksiężnik z Oz                      | Noel Langley, Florence Ryerson, Edgar Allan Wool                                                      | 1939 |
| 100 | Jestem panem świata! I’m the king of the world! | Jack Dawson                                                             | Leonardo DiCaprio               | Titanic                                  | James Cameron                                                                                         | 1997 |